# Daniel Mikletič
Daniel Mikletič (19. února 1959 Bratislava – 4. srpna 2024) byl slovenský textař, scenárista, hudební producent, novinář, režisér a zpěvák.

## Životopis
Na střední škole psal texty pro skupinu Skrat, z níž později vznikla skupina Ventil RG (tento název vymyslel sám Daniel Mikletič). Po studiu na Gymnáziu Ivana Horvátha[zdroj?] absolvoval studium žurnalistiky na Filozofické fakultě Univerzity Komenského v Bratislavě. To ukončil získáním diplomu v roce 1982, kdy následně nastoupil na povinnou vojenskou službu, kde se nejprve stal vojenským velitelem – absolventem granátometné čety – a o dva měsíce později velitelem bojového vozidla pěchoty vojenského útvaru v Michalovcích.[zdroj?]
Po skončení povinné vojenské služby nastoupil jako redaktor do Bratislavské informační a propagační služby. Poté se mu naskytla nabídka pracovat v Československé televizi v Bratislavě. Zde se uchytil jako hudební dramaturg a dramaturg zábavných programů (Triangel Extra – hudební relace, Senzi Senzus – hudebně-zábavná show). Koncem prosince 1990 se rozhodl z televize odejít a následující rok se z něj definitivně stal hudební producent. Dne 1. dubna 1991 založil hudební vydavatelství Škvrna Records, které sídlilo v Dúbravce u Vaša Patejdla. Dne 31. srpna 1992 však prostor v Dúbravce opustil a v Trnávce začal od znova pod názvem SQ Music.
SQ Music se stalo průkopníkem v produkci různožánrových hudebních děl. Pod hlavičku tohoto vydavatelství patřily stálice slovenského domácího pop-folklóru – skupiny Senzus, Hudba z Marsu, Extasy, Ingola, nebo třeba Juraj Černý. Jako první na Slovensku vydal roku 1997 rapové album. Bylo to album Kompromis skupiny Jednotka Slovenskej Starostlivosti (JSS), na kterém si i zarapoval a z kterého následně rapper Vec vysamploval hudbu, kterou pak použil na svém prvním albu Trosky.
Dne 1. června 2004 činnost vydavatelství SQ Music Daniel Mikletič ukončil. Během jeho činnosti však kromě jiného Mikletič nahrál i album, na kterém s ním (jako duo Duo Haligali) zpíval další přední slovenský textař, Martin Sarvaš. Album s přetextovanými americkými šlágry neslo název Drobnosti majstrov. Píseň „My nie sme gigolo“ pocházející z tohoto alba se stala virální.
Spolupracoval s většinou umělců ze své domácí populární scény. Jeho texty zpívali např. Richard Müller (skupina Banket), Ján Kuric (skupina Vidiek), Robo Grigorov (skupina Ventil RG), Júlia a Peter Hečkovy, Mirka Brezovská, Jana Kirschner, Plus Mínus, Polemic, Berco Balogh, ale i česká zpěvačka Ilona Csáková.

## Tvorba

### Diskografie
- Prešporok: Tancujúca kráľovná / Spomínam na Teba (SP, 1987), Tancujúca kráľovná (2012)
- Ventil RG: Ventil RG (1991), Randal 2007 (2007)
- Vidiek: Nechajte si ju (1988)
- Robo Grigorov: Noconi (1991), Chýbaš mi… (1992), Sám (1999), Láska, pivo, anjel, smútok (2001), Balady (2006), Complete Of (2008)
- Mona Lisa
- Richard Müller (Banket): Bioelektrovízia (1986), Druhá doba?! (1988), Vpred? (1990), Müllénium: Live (1999), Gold (2005), 44: Koncert (2007), Hlasy (2013), Hlasy 2 (2014)
- Mirka Brezovská: „Autoportrét“ / „Nespoznaný“ – Richard Müller (Banket) (1984), „Pán Život“ – Jana Kocianová / „Od piesne k piesni“ – Mirka Brezovská, Mona Lisa (1985), „Sama“ / „Kiks“ – Mirka Brezovská, Mona Lisa (1986), „Let“ (1987)
- Peter Uherčík
- Berco Balogh: Vašo Patejdl – „Umenie žiť“ / „Milionár“ (1987)
- Modus
- Martin Ďurinda: Perfektný svet (1997)
- Laco Lučenič: Zastávky na znamenie (1987), Komplet (2006), Bodliak na plavkách / Zastávky na znamenie (2012)
- Štefan Skrúcaný a Miroslav Noga: Molotow Coctail (1995)
- Magda Paveleková
- Ilona Csáková
- Senzus
- Peter Lipa: Je to stále tak (1987), That's the Way It Is (1989)
- Oľga Záblacká: „Svet v dámskych kabelkách“ / „Transfúzia“ – Oľga Záblacká, Kiwi (1987), „Cháp ma“ – Oľga Záblacká, Kiwi / „Eurococtail '90“ – Oľga Záblacká, AˈConto (1990)
- Perinbaba: „Zmiznutá“ / „S nohou vo dverách“ (1987)
- Gravis: „Nezvestný“ / „V zelenom“ (1987), Kolotoč masiek (1989), Best Of 1982–1989 (2008)
- Júlia a Peter Hečkovy: Maturitné tablo (1989), The Best Of (2004), Trinásta Izba (2008), Taliansky muzikál (2022)
- Daniel Junas: Fantóm do perín (1992)
- Dušan Grúň: Starý rodný dom (1993)
- Duo Haligali (Daniel Mikletič, Martin Sarvaš): Drobnosti majstrov (1994)
- Tublatanka: Znovuzrodenie (1995)
- Jana Kirschner: Jana Kirschner (1997)
- Ingola: Som Tvoj anjel (2001)
- Extip: Kraken (2001), Extip (2017)
- Pavel Drapák: Prabra (2005)
- Pavol Petrík & Band: Z Lásky (2008)
- Ventil SK: Nie sú ľudia (2022)

#### Kompilace
- 1995: Smoliari a iné – Open Music, CD, různí interpreti – 14. „Prázdninová pieseň“ – Jiří Štědroň, Taktici (Ali Brezovský / Daniel Mikletič)

### Scénář, dramaturgie, režie
- Československá televize – hudební dramaturg relace Triangel Extra
- Československá televize – spolupráce na programu Defilé s tanečním orchestrem Slovenské televize pod vedením Siloše Pohanky
- Slovenská televize – tvorba silvestrovských programů
- Slovenská televize – scénář, režie relace Šláger na šláger (2002)
- Slovenská televize – režie relace Ranč (2004)
- Slovenský rozhlas – psal scénáře pro rozhlasové baviče, 10 let moderoval hudebně-publicistický program Pop – Breefing
- TV Markíza – hudební dramaturg populární zábavné show Senzi Senzus (2000–2005)
- TV Markíza – spoluscenárista úspěšného soap seriálu Medzi nami (2005)

### Muzikál
- Nová scéna – libreto k muzikálu Grófka Marica

### Články
- Daniel Mikletič: K poslaniu populárnej hudby, anketa. In: Ľud 7.3.1985, s. 4[13]

## Jiné aktivity
- redaktor Bratislavské informační a propagační služby (od 1. října 1982 do 20. prosince 1989)
- redaktor časopisu Populár – psaní recenzí na desky a koncerty
- Československá televize – zinicializování vytvoření programu Štúdio dialóg, ve kterém poprvé veřejně zazněla myšlenka o zrušení vedoucí úlohy strany v ústavě (během sametové revoluce roku 1989 dal v přímém přenosu výpověď na protest proti zvolení nového vedení)
- Federální stanice Hvězda (celostátní rádio Československa)
- SOZA – 10 let byl členem výboru za kurii vydavatelů a výrobců, ale i textařů

## Ocenění
- 1985: Bratislavská lyra bronzová: Mirka Brezovská a Mona Lisa – „Od piesne k piesni“
- 1987: Bratislavská lyra stříbrná: Robo Grigorov – „Espresso Orient“ / bronzová: Berco Balogh – „Milionár“
- 1989: Československá rocková poezie (jako jeden z mála slovenských textařů se zapsal do sborníku nejlepších rockových textařů podle uznávaného hudebního publicisty, Vladimíra Vlasáka)[14]